# Fontaria montana
Fontaria montana är en mångfotingart som beskrevs av Charles Harvey Bollman 1888. Fontaria montana ingår i släktet Fontaria och familjen Xystodesmidae. Inga underarter finns listade i Catalogue of Life.